# 미국 영화 편집자 협회
미국 영화 편집자 협회(영어: American Cinema Editors 아메리칸 시네마 에디터스[*], ACE)는 투표에 의해 선정된 편집 기사의 학회이다. 회원이되기 위해서는 회원 가입 희망, 2명의 현역 회원 후원, 60개월 이상 TV나 영화에서 편집 경험, 이사회의 승인, 일반 회원 승인이 있어야한다.

## 에디상
1950년에 협회가 아카데미상 후보를 만찬에 초대한 것이 시작이다. 1962년부터 본 협회 자체상을 시작했다.